# Iardinis
Iardinis là một chi nhện trong họ Mysmenidae.